# Frank Latimore
Frank Latimore (eigentlich Frank Kline, * 28. September 1925 in Darien (Connecticut); † 29. November 1998 in London Borough of Hillingdon) war ein US-amerikanischer Schauspieler, überwiegend im europäischen Kino.

## Leben
Nach kurzer Zeit als Bühnendarsteller bekam der „sympathische, extrovertierte und gutaussehende“ Latimore einen Vertrag bei Twentieth Century Fox und spielte Nebenrollen in einigen Filmen, darunter Shock an der Seite von Vincent Price.
Ab 1947 nahm er seinen Wohnsitz in Italien, einige Jahre später in Spanien. In beiden Ländern gelang ihm eine produktive Karriere mit Erfolgen als Darsteller in Abenteuerfilmen, Western und Melodramen, auch in US-amerikanischen Produktionen, die in Europa gedreht wurden. Einen größeren Erfolg landete er mit der Darstellung des Zorro in dem 1962 erschienenen Abenteuerfilm Zorro – das Geheimnis von Alamos und der noch im selben Jahr gedrehten Fortsetzung Zorro, der schwarze Rächer. In künstlerisch ambitionierteren Produktionen, etwa dem Kriminalfilm Nur die Sonne war Zeuge, war Latimore hingegen eher nur in Nebenrollen eingesetzt.
In der Spätphase seiner Karriere drehte Latimore auch wieder eine kleinere Zahl von amerikanischen Filmen, darunter die oscarprämierten Produktionen Patton – Rebell in Uniform und Die Unbestechlichen, sowie einige Gastrollen in Fernsehserien. In den 1980er-Jahren beendete er seine Schauspielkarriere. Latimore starb 1998 im Alter von 73 Jahren in einem Londoner Altersheim für Schauspieler, der „Denville Hall“.

## Filmografie (Auswahl)
- 1945: Dolly Sisters (The Dolly Sisters)
- 1946: Auf Messers Schneide (The Razor's Edge)
- 1946: Shock
- 1946: 13 Rue Madeleine
- 1949: Graf Cagliostro (Black Magic)
- 1951: Undankbares Herz (Cuore ingrate)
- 1952: Biancas Rache (Sul ponte del sospiri)
- 1953: Auf des Degens Spitze (A fil di spada)
- 1953: Der Korsar des Königs (Capitan fantasma)
- 1953: Für dich hab’ ich gesündigt (Per salvarti ho peccato)
- 1954: Die Tochter der Mata Hari (La figlia di Mata Hari)
- 1955: Robin Hood, der schwarze Kavalier (Il principe dalla maschera rossa)
- 1956: Der geheimnisvolle Ritter von Montferrat (Lo spadaccino misterioso)
- 1956: Der goldene Falke (Il falco d‘oro)
- 1959: Die Musketiere des Teufels (I cavalieri del diavolo)
- 1960: Nur die Sonne war Zeuge (Plein soleil)
- 1960: Waffen für San Salvador (Gli avventurieri dei tropici)
- 1962: Zorro – das Geheimnis von Alamos (La venganza del Zorro)
- 1962: Das Schwert der Rache (La spada della vendetta)
- 1962: Zorro, der schwarze Rächer (Cabalgando hacia la muerte)
- 1963: Einer rechnet ab (Los cuatreros)
- 1964: La carga de la policía montada
- 1964: Überfall auf Fort Yellowstone (El hombre de la diligencia)
- 1965: Die Eroberer des Pazifik (La conquista del Pacifico)
- 1965: Hotel der toten Gäste
- 1966: Venedig sehen - und erben... (The Honey Pot) (Rolle aus der Endfassung entfernt)
- 1968: Der Sergeant (The Sergeant)
- 1969: Patton – Rebell in Uniform (Patton)
- 1969: Stoßtrupp Avola – Ja, wo sind denn die Kanonen (Rosolino paterno)
- 1970: Das Gesetz des Schweigens (E venne il giorno dei limoni neri)
- 1974: Das Haus der Angst (La casa della paura)
- 1976: Die Unbestechlichen (All the President’s Men)
- 1978: Wie ein Blitz aus heiterem Himmel (Breaking Up)